# Pseudotrochalus sulcipennis
Pseudotrochalus sulcipennis är en skalbaggsart som beskrevs av Gerstaecker 1867. Pseudotrochalus sulcipennis ingår i släktet Pseudotrochalus och familjen Melolonthidae. Inga underarter finns listade i Catalogue of Life.